# Estação Ferroviária de Ordes
A Estação Ferroviária de Ordes, também conhecida como Ordes-Fosado,é uma interface ferroviária da Linha Zamora-Corunha e do Eixo Atlântico de Alta Velocidade, que serve a localidade de Ordes, na Galiza.